# Erioptera haplostyla
Erioptera haplostyla är en tvåvingeart som beskrevs av Alexander 1934. Erioptera haplostyla ingår i släktet Erioptera och familjen småharkrankar. Inga underarter finns listade i Catalogue of Life.